# Газинский, Виталий Иванович
Виталий Иванович Газинский (3 апреля 1945, Сербиновка, Каменец-Подольская область — 19 марта 2019, Винница) — украинский дирижёр и композитор, профессор, заведующий кафедрой методики музыкального воспитания, пения и хорового дирижирования Винницкого государственного педагогического университета им. Михаила Коцюбинского, заслуженный деятель искусств Кабардино-Балкарской АССР, заслуженный работник культуры Украинской ССР, народный артист Украины (1994), почётный гражданин Винницы.

## Биография
Родился в многодетной семье, имел семь братьев и сестру. Отец играл на многих струнных инструментах, мать умела петь.
После окончания школы учился в Хмельницком музыкальном училище, затем — в Одесской консерватории (ученик Д. С. Загрецкого). По окончании консерватории Газинский был призван в армию, проходил службу в Ансамбле песни и пляски Одесского военного округа, где был солистом и дирижёром. После этого некоторое время работал хормейстером в Одесском оперном театре.
В 1971 году переехал в Винницу, где начал работать педагогом и руководителем хора Винницкого музыкального училища им. М. Леонтовича, а также возглавил хоровую капеллу педагогического института.
В 1984 году создал камерный хор в Виннице.

## Награды и звания
- Орден «За заслуги» III степени (2015)[2]
- Народный артист Украины (1994)[3]
- Заслуженный работник культуры Украинской ССР (?)
- Заслуженный деятель искусств Кабардино-Балкарской АССР
- Почётная грамота Президиума Верховного Совета УССР (1991)[4]
- Почётный гражданин Винницы
- Почётное отличие «За заслуги перед Винничиной»[5]